# Georges Périnal
Georges Périnal, né le 6 janvier 1897 à Maisons-Alfort et mort le 18 avril 1965 à Londres, est un directeur de la photographie français.

## Biographie
Georges Eugène Périnal naît à Maisons-Alfort en 1897, fils de Louis Antoine Périnal, tôlier, et Marie Jeanne Pons, son épouse, couturière.
En 1917, devenu opérateur de cinéma, il est mobilisé de 1917 à 1919 pour combattre contre l'Allemagne durant la Première Guerre mondiale.
Georges Périnal devient l'un des grands directeurs de la photographie français de l'histoire du cinéma. Lauréat de l'Oscar de la meilleure photographie de 1940 pour Le Voleur de Bagdad, il a notamment travaillé avec Jean Grémillon, René Clair, Jean Cocteau, Michael Powell, Charlie Chaplin et Otto Preminger.
Il meurt en 1965 à Londres, dans le quartier de Hendon.

## Filmographie
- 1925 : La Justicière de  Maurice de Marsan et Maurice Gleize
- 1926 : Au pays de George Sand (court métrage documentaire) de Jean Epstein
- 1927 : Six et demi onze de Jean Epstein
- 1928 : La Tour, court métrage de René Clair
- 1928 : Maldone de Jean Grémillon
- 1929 : La Zone, court métrage de Georges Lacombe
- 1929 : Les Nouveaux Messieurs de Jacques Feyder
- 1929 : Ces dames aux chapeaux verts de André Berthomieu
- 1929 : Gardiens de phare de Jean Grémillon
- 1930 : David Golder de Julien Duvivier
- 1930 : Sous les toits de Paris de René Clair
- 1930 : Le Sang d'un poète de Jean Cocteau
- 1931 : Daïnah la métisse de Jean Grémillon
- 1931 : Jean de la Lune de Jean Choux
- 1931 : Le Million de René Clair
- 1931 : Le Parfum de la dame en noir de Marcel L'Herbier
- 1931 : À nous la liberté de René Clair
- 1932 : La Femme en homme d'Augusto Genina
- 1932 : Le Picador de Jaquelux
- 1932 : Pomme d'amour de Jean Dréville
- 1932 : La Petite chocolatière de Marc Allégret
- 1932 : Hôtel des étudiants
- 1933 : La Dame de chez Maxim's d'Alexander Korda
- 1933 : Une vie perdue de Raymond Rouleau et Alexander Esway
- 1933 : Quatorze juillet de René Clair
- 1933 : La Vie privée d'Henry VIII d'Alexander Korda
- 1933 : The Girl from Maxim's
- 1934 : Catherine de Russie (The Rise of Catherine the Great) de Paul Czinner
- 1934 : La Vie privée de Don Juan (The Private Life of Don Juan) d'Alexander Korda
- 1935 : Bozambo de Zoltan Korda
- 1935 : Tu m'appartiens (Escape Me Never) de Paul Czinner
- 1936 : Les Mondes futurs (Things to Come) de William Cameron Menzies
- 1936 : Rembrandt de Alexander Korda
- 1937 : I, Claudius de Josef von Sternberg
- 1937 : Dark Journey de Victor Saville
- 1937 : Sous la robe rouge (Under the Red Robe) de Victor Sjöström
- 1937 : The Squeaker
- 1938 : Alerte aux Indes (The Drum) de Zoltan Korda
- 1938 : The Challenge de Milton Rosmer, Vincent Korda et  Luis Trenker
- 1938 : Prison Without Bars
- 1939 : Les Quatre Plumes blanches (The Four Feathers) de Zoltan Korda
- 1940 : Le Voleur de Bagdad (The Thief of Bagdad)
- 1941 : Old Bill and Son
- 1941 : Dangerous Moonlight
- 1942 : The First of the Few
- 1943 : Colonel Blimp (The Life and Death of Colonel Blimp) de Michael Powell et d'Emeric Pressburger
- 1945 : Le Verdict de l'amour (Perfect Strangers)
- 1947 : A Man About the House
- 1947 : Un mari idéal (An Ideal Husband)
- 1948 : Première Désillusion (The Fallen Idol) de Carol Reed
- 1949 : Cet âge dangereux (That Dangerous Age)
- 1949 : La Rue interdite (Britannia Mews) de Jean Negulesco
- 1950 : El Señorito Octavio
- 1950 : Son grand amour (My Daughter Joy) de Gregory Ratoff
- 1950 : Son grand amour (My Daughter Joy)
- 1950 : Le Moineau de la Tamise (The Mudlark) de Jean Negulesco
- 1951 : Le Voyage fantastique (No Highway) de Henry Koster
- 1951 : Le Grand Choc (The House in the Square) de Roy Ward Baker
- 1952 : Les Mille et Une Filles de Bagdad (Babes in Bagdad) de Jerónimo Mihura
- 1955 : La Femme pour Joe (The Woman for Joe) de George More O'Ferrall
- 1955 : L'Homme qui aimait les rousses (The Man Who Loved Redheads)
- 1955 : Trois meurtres (Three Cases of Murder)
- 1955 : L'Amant de lady Chatterley
- 1956 : La Herida luminosa
- 1956 : Les Premiers passagers du satellite (Satellite in the Sky)
- 1956 : Qui perd gagne (Loser Takes All) de Rouben Mamoulian
- 1957 : Sainte Jeanne (Saint Joan) d'Otto Preminger
- 1957 : Un roi à New York (A King in New York) de Charlie Chaplin
- 1958 : Bonjour tristesse de Otto Preminger
- 1958 : Les Aventures de Tom Pouce (Tom Thumb) de George Pal
- 1959 : Lune de miel (Luna de miel)
- 1959 : Teddy Boys (Serious Charge) de Terence Young
- 1960 : Chérie recommençons (Once More, with Feeling!)
- 1960 : Le Jour où l'on dévalisa la banque d'Angleterre (The Day They Robbed the Bank of England) de John Guillermin
- 1960 : Oscar Wilde de Gregory Ratoff

## Récompenses et Nominations

### Récompenses
- Lauréat de l'oscar de la meilleure photographie pour Le Voleur de Bagdad.

### Nominations
- Nommé à l'oscar de la meilleure photographie pour Les Quatre Plumes blanches.